# Albani
De Albani waren in de Renaissance in Italië een rijke aristocratische Romeinse familie. Het bekendste lid van de familie is paus Clemens XI. De Albani kwamen uit Albanië uit de regio Malësi e Madhe.
Gian GirolamoEen soldaat, staatsman en canonist. Voor zijn diensten aan Venetië werd hij beloond met de baan als inquisiteur van Bergamo, waar hij bevriend raakte met kardinaal Ghiliero, de toekomstige paus Pius V. Door Pius V werd Gian Girolamo tot kardinaal verheven in 1570. Hij werd diplomaat en moest een alliantie regelen met de christelijke prinsen tegen de Turken. Hij schreef werken als: "De donatione Constantini", "De cardinalatu", "De potestate papae et concilii", "De immunitate ecclesiarum".
AnnibaleKardinaal bisschop van Sabina. Hij was een neef van Clemens XI. Annibale was een patroon van christelijke literatuur; hij liet veel schilderijen en boeken na aan de Vaticaanse Schatten. Hij voegde alle brieven, bullen en toespraken van Clemens XI in zijn "Menologium Græcorum".
AlessandroEen broer van Annibale. In 1721 door Innocentius XIII tot kardinaal benoemd. Net als zijn broer was Alessandro een verzamelaar van kunst. Hij bouwde de Villa Albani en vulde deze met kostbare schatten. Zijn muntenverzameling ging naar de Vaticaanse Bibliotheek, waar hij een tijd lang bibliothecaris was. Hij was de mecenas van de Nederlandse kunstschilder Jean Grandjean, tijdens diens verblijf in Rome.
Giovanni FrancescoNeef van paus Clemens XI en kardinaal-bisschop van Ostia.
GiuseppeEen neef van Giovanni Francesco. Tot kardinaal verheven in 1821. Hij vluchtte ten tijde van Napoleon naar Wenen en keerde terug naar Rome na Napoleons nederlaag. Hij was administratief medewerker van het Vaticaan en bleef dit ambt vervullen tot zijn dood in 1834.
Met de dood van Giuseppe en zijn broer stierf het geslacht Albani uit. Alle bezittingen gingen naar de Heilige Stoel en de Chigi familie.